# Nuria Pau Romeu
Núria Pau Romeu (Ribas de Freser, Girona, 24 de febrero de 1994) es una esquiadora de élite española retirada de la competición. Fue campeona de España en 9 ocasiones, 6 veces en Slalom, 2 en Gigante y 1 en Súper Gigante. Participó además en los Juegos Olímpicos de Pekín 2022 en la especialidad de Eslalon Gigante. 

## Biografía
Núria Pau empezó a esquiar a los 3 años de edad en el Club Esquí Fontalba, y no fue hasta los 12 que entró a La Molina Club de Esquí y comenzó a participar en competiciones a nivel nacional hasta que con 15 años comenzaría a competir internacionalmente en Chile en la estación de Valle Nevado. A los 16 formaba parte del equipo catalán de esquí y con 17 años fue seleccionada para el equipo júnior de la RFEDI
En 2017 se quedó fuera del equipo nacional al no clasificarse. Se trasladó a Sudamérica sola y sin entrenador, con el objetivo de conseguir puntos y  clasificarse para los JJOO de Pyeonchang 2018. No se clasificó pero consiguió subir en el ranking lo suficiente como para volver a ser admitida en el equipo nacional. Allí consiguió 5 pódium en 16 pruebas. Además consiguió la Copa Sudamericana de Slalom. 
El 5 de enero de 2019 debutó en la Copa del Mundo en Zagreb Croacia. En febrero de 2019 finalizó en la posición 36.º en el Campeonato del Mundo de Are, Suecia. En ese momento estaba clasificada dentro del Top 30 mundial. En 2020 se graduó en Fisioterapia por la Universidad de Vic, estudios que comenzó en 2014.En 2021 se trasladó a Italia, donde competía con un equipo local en la Federación Italiana de Esquí.
En noviembre de 2021, funda el equipo FAST (Female Alpine Ski Team), impulsado por La Molina Club d’Esports, liderado por Cristian Masdeu con Xavi Salarich, Pelayo Abad, y Sofía Gandarias como técnicos y Núria Pau, Celia Abad, Clara Pijolet, Georgina Tarragó, Maria Relat, Lisa Vallcorba, Jara Beso, Inés Sanmartin y Claudia García como atletas. El Equipo tiene como objetivo participar en Copa del Mundo, Copa de Europa, FIS y NJR.
En 2022 nuevamente se quedó fuera del equipo nacional español por cuestiones de edad de manera independiente y por sus medios, empleando fondos propios y el apoyo de sus vecinos de Ribes de Freser, consiguió presentarse en los Juegos Olímpicos de Pekín 2022 donde participó en la prueba de Slalom Gigante aunque una caída le impidió finalizar la prueba.
En total ha participado en 603 pruebas oficiales durante 16 años como esquiadora de élite. En junio de 2022 a los 28 años de edad anunció su retirada del esquí de competición. Por su trayectoria, se ha convertido en una de las máximas representantes del esquí alpino en España, junto con Blanca Fernández Ochoa, María José Rienda y Carolina Ruiz.

## Patrocinadores
El material que emplea Nuria es Fischer

## Logros profesionales

### Circuito Nacional
Nuria Pau ha participado en 159 eventos nacionales. En este circuito quedado 67 veces entre las 3 primeras clasificadas, entre los que destacan:
- 34 primeros puestos , 19 en Slalom, 10 en Gigante, 3 en Súper Gigante y 2 en Combinada
- 20 segundos puestos , 7 en Slalom,  10 en Gigante y 3 en Súper Gigante
- 7 terceros puestos, 5 en Slalom, 6 en Gigante,  1 en Súper Gigante y 1 en Combinada
- En la competición nacional ha quedado en 105 ocasiones entre las primeras 10 clasificadas.

En la siguiente tabla se recogen sus primeros puestos en el circuito nacional

## Palmarés
| Fecha    | Evento                                                                         | Disciplina | Lugar         | Posición |
| -------- | ------------------------------------------------------------------------------ | ---------- | ------------- | -------- |
| 28/03/22 | CAMPEONATO DE ESPAÑA E. ALPINO ABSOLUTO                                        | SL         | Sierra Nevada | 1        |
| 26/03/21 | CAMPEONATOS ESPAÑA ABSOLUTOS SL                                                | SL         | Espot         | 1        |
| 29/03/19 | Cts. ESPAÑA ABSOLUTOS FIS-NC ( D SL )                                          | SL         | Baqueira B    | 1        |
| 28/03/19 | Cts. ESPAÑA ABSOLUTOS FIS-NC ( D GS )                                          | GS         | Baqueira B    | 1        |
| 27/03/19 | Cts. ESPAÑA ABSOLUTOS FIS-NC ( D SG )                                          | SG         | Baqueira B    | 1        |
| 11/03/18 | 37.º Derby Inter. de Ciudadanos-ALWC.-CTOS. DE ESPAÑA U21/18.- FIS NJC ( D-SL) | SL         | La Molina     | 1        |
| 28/12/17 | 8.º Memorial Albert Pardo.- FIS (SL II DAMAS )                                 | SL         | La Molina     | 1        |
| 27/12/17 | 8.º Memorial Albert Pardo.- FIS (SL I DAMAS )                                  | SL         | La Molina     | 1        |
| 08/04/17 | CAMPEONATOS DE ESPAÑA ABSOLUTOS ( damas GS )                                   | GS         | Espot         | 1        |
| 28/03/16 | CTOS. ESPAÑA ABSOLUTOS ( SL DAMAS )                                            | SL         | Formigal      | 1        |
| 19/03/16 | 35.º Derby Internacional de Ciudadanos-ALWC.-CTOS. DE ESPAÑA U18.-U21          | GS         | La Molina     | 1        |
| 30/03/15 | CTOS. ESPAÑA ABSOLUTOS SL                                                      | SL         | Baqueira B    | 1        |
| 07/04/14 | Prueba FIS                                                                     | SL         | La Molina     | 1        |
| 02/03/14 | XXXIII Derby Internacional de Ciudadanos - ALWC                                | SL         | La Molina     | 1        |
| 01/03/14 | XXXIII Derby Internacional de Ciudadanos - ALWC                                | GS         | La Molina     | 1        |
| 01/02/14 | 4.º Memorial Albert Pardo.- FIS CIT                                            | GS         | La Molina     | 1        |
| 16/02/13 | Ctos. Cataluña ABS-JVNL                                                        | GS         | Espot         | 1        |
| 27/01/13 | 3.º Memorial Albert Pardo                                                      | GS         | La Molina     | 1        |
| 26/01/13 | 3.º Memorial Albert Pardo                                                      | SL         | La Molina     | 1        |
| 01/04/12 | C. SPA ABS.-JUV. ALPINO                                                        | SL         | La Molina     | 1        |
| 04/03/12 | Cmp Catalunya-Euskadi Absl. Alp. D                                             | SL         | La Molina     | 1        |
| 20/02/12 | CAMP SPA CIUDADANOS -XXXI Derby -ALWC D                                        | SL         | La Molina     | 1        |
| 19/02/12 | CAMP SPA CIUDADANOS -XXXI Derby -ALWC D                                        | SL         | La Molina     | 1        |
| 22/01/12 | 2º Mem. Abert Pardo D                                                          | SL         | La Molina     | 1        |
| 21/01/12 | 2º Mem. Abert Pardo D                                                          | SL         | La Molina     | 1        |
| 16/01/09 | C. España Inf. II 1ª Fase D                                                    | SG         | La Molina     | 1        |
| 28/03/08 | CAMP. ESPAÑA INFANTIL ALPINO D                                                 | GS         | Cerler        | 1        |
| 09/03/08 | VIII Trf.. Inf. Combinada Panticosa D                                          | GS         | Panticosa     | 1        |
| 09/03/08 | Combinada Infantil II Damas                                                    | K          | Panticosa     | 1        |
| 02/03/08 | Ctos. de Cataluña INF II D                                                     | SG         | Baqueira B    | 1        |
| 08/03/07 | CTOS. ESP. INF Combinada D                                                     | K          | Boí Taüll     | 1        |
| 06/03/07 | CMP. ESPAÑA INFANTIL (D)                                                       | SL         | Boí Taüll     | 1        |
| 24/02/07 | T. Astun/Mayencos (D)                                                          | SL         | Astún         | 1        |
| 04/02/07 | GIGANTE 2 C. Aut. INF I (D)                                                    | GS         | Espot         | 1        |

Acrónimos:  SL Slalom, GS Slalom Gigante,  SG Slalom Súper Gigante

#### Campeonato de España
Nuria Pau Romeu ha sido 9 veces campeona de España. 
| Campeonato de España | Eslalon         | Gigante         | Súper Gigante   |
| -------------------- | --------------- | --------------- | --------------- |
| 2022                 | Nuria Pau Romeu |                 |                 |
| 2021                 | Nuria Pau Romeu |                 |                 |
| 2020                 |                 |                 |                 |
| 2019                 | Nuria Pau Romeu | Nuria Pau Romeu | Nuria Pau Romeu |
| 2018                 |                 |                 |                 |
| 2017                 |                 | Nuria Pau Romeu |                 |
| 2016                 | Nuria Pau Romeu |                 |                 |
| 2015                 | Nuria Pau Romeu |                 |                 |
| 2014                 |                 |                 |                 |
| 2013                 |                 |                 |                 |
| 2012                 | Nuria Pau Romeu |                 |                 |

### Internacional
Ha participado en campeonatos internacionales en 444 ocasiones, 
En el circuito internacional ha conseguido quedar 41 veces entre las 3 primeras clasificadas con 17 primeros puestos, 10 segundos puestos y 14 terceros puestos. También ha conseguido quedar 121 veces entre las primeras 10 clasificadas. 

La siguiente tabla muestra sus primeras posiciones en las competiciones internacionales. 
| Fecha      | Lugar                        | País | Campeonato                    | Disciplina      | Clasificación |
| ---------- | ---------------------------- | ---- | ----------------------------- | --------------- | ------------- |
| 31/03/2021 | Ordino Arcalis               | AND  | National Championships        | Slalom          | 1             |
| 18/04/2019 | Val d'Isère                  | FRA  | National Championships        | Slalom          | 1             |
| 17/04/2019 | Val d'Isère                  | FRA  | National Championships        | Giant Slalom    | 1             |
| 16/04/2019 | Val d'Isère                  | FRA  | National Championships        | Slalom          | 1             |
| 13/04/2019 | Prali                        | ITA  | FIS                           | Slalom          | 1             |
| 13/04/2019 | Prali                        | ITA  | FIS                           | Slalom          | 1             |
| 07/04/2019 | Tignes                       | FRA  | National Junior Championships | Giant Slalom    | 1             |
| 18/09/2017 | El Colorado                  | CHI  | South American Cup            | Alpine combined | 1             |
| 13/09/2017 | Cerro Catedral               | ARG  | South American Cup            | Slalom          | 1             |
| 03/09/2017 | La Parva                     | CHI  | South American Cup            | Slalom          | 1             |
| 07/08/2017 | Cerro Catedral               | ARG  | National Championships        | Giant Slalom    | 1             |
| 08/01/2017 | La Norma                     | FRA  | CIT                           | Slalom          | 1             |
| 30/12/2016 | Vallnord - Pal               | AND  | FIS                           | Slalom          | 1             |
| 29/12/2016 | Vallnord - Arcalis           | AND  | FIS                           | Slalom          | 1             |
| 19/02/2014 | Bormio                       | ITA  | FIS                           | Slalom          | 1             |
| 05/04/2012 | Pas de la Casa - Grandvalira | AND  | FIS                           | Slalom          | 1             |
| 09/04/2011 | Pas de la Casa-Grandvalira   | AND  | National Championships        | Giant Slalom    | 1             |

Acrónimos:  FRA Francia ITA Italia,  CHI Chile, AND Andorra,  ARG Argentina